# Sons of Butcher
I Sons of Butcher sono un gruppo rock demenziale canadese formatosi nel 2004.
La loro musica è composta da canzoni di durata spesso inferiore a un minuto in un genere da loro definito "mock rock" (spezzoni di rock). I loro alter ego sono al centro di una serie televisiva d'animazione, sviluppata da S & S Productions e andata in onda per due stagioni fra il 2005 e il 2006 sulla rete canadese di animazione Teletoon. Nella versione italiana della serie, andata in onda su All Music, i personaggi sono stati doppiati dal Trio Medusa. Molte delle canzoni del gruppo sono state incluse nella colonna sonora del film del 2007 Pigs, dove appaiono in un cameo.

## Formazione

### Formazione attuale
- Sol Butcher (Trevor Ziebarth) - chitarra, voce
- Ricky Butcher (Jay Ziebarth) - chitarra, voce
- Doug Borski (Dave Dunham) - basso, voce

## Discografia
- 2005 - Sons of Butcher
- 2005 - Left Behind Volume One
- 2006 - Meatlantis
- 2006 - Left Behind Volume Two
- 2010 - Rise of the Steaks
- 2010 - Fall of the Steaks